# خيار المواطن
خيار المواطن (بالإسبانية: Opción Ciudadana) هو حزب سياسي في كولومبيا تأسس في 9 نوفمبر 2009 في المؤتمر الوطني تحت اسم حركة تقارب المواطن. في عام 2013، غير اسمه.

## التاريخ

### أصول
تم إنشاء الحزب لأول مرة تحت اسم تقارب المواطن (بالإسبانية : Convergencia Ciudadana) بواسطة لويس ألبرتو جيل كولورادو (عضو سابق في حرب العصابات إم-19) في عام 1997. في عام 2002 قرر مساعد حكومة الرئيس ألفارو أوريبي دون أن يكون جزءًا منها. خلال هذا الوقت، استقبل الحزب سياسيين رفضتهم مجموعات أوريبيست الأخرى بسبب صلاتهم بالنزعة شبه العسكرية.

### حزب التكامل الوطني
ثم أصبح حزب التكامل الوطني (بالإسبانية: Partido de Integración Nacional) في نوفمبر 2009 بهدف المشاركة في انتخابات 2010. 
وقد تم ربطه بفضيحة السياسة الخارجية الكولومبية
حيث تبين أن القوات شبه العسكرية الكولومبية تؤثر على السياسة الكولومبية، واعتبرت «تناسخًا» للتحالف الديمقراطي الوطني المحظور، بالإضافة إلى أحزاب أخرى بما في ذلك كولومبيا فيفا وكونفيرجينسيا سيودادانا. يقال إن السناتور المسجون لويس ألبرتو جيل له تأثير كبير على حزب التكامل. وكان من بين مرشحي الحزب العديد من أصدقاء وأقارب سياسيين لهم صلات بميليشيات اليمين المتطرف وعصابات إجرامية. منذ انتخابات الكونجرس في مارس 2010، حصل الحزب على 9 مقاعد من أصل 102 في مجلس الشيوخ و11 من أصل 166 مقعدًا في مجلس النواب.

### خيار المواطن
غير الحزب اسمه مرة أخرى عام 2013 لتنظيف صورة الحزب لانتخابات 2014. في النهاية، حصل على 5 أعضاء في مجلس الشيوخ و6 نواب. في مارس 2015، تم قبوله رسميًا كجزء من ائتلاف الوحدة الوطنية الحاكم.

## روابط خارجية
- Partido PIN نسخة محفوظة 23 يناير 2010 على موقع واي باك مشين. (الصفحة الرئيسية، الإسبانية)